# Abbalomba
Abbalomba is een geslacht van halfvleugeligen uit de familie Aphrophoridae. De wetenschappelijke naam van dit geslacht is voor het eerst geldig gepubliceerd in 1908 door Distant.

## Soorten
Het geslacht Abbalomba omvat de volgende soorten:
- Abbalomba facialis Jacobi, 1943
- Abbalomba schoutedeni Lallemand, 1920
- Abbalomba typica Distant, 1908